# Lajta-csúcs
A Lajta-csúcs (románul: Laița) a Fogarasi-havasok főgerincének része. A Leszpez-csúcs (2522 m) és a Paltin-csúcs (2399 m) között helyezkedik el, a Lajta-patak forrásától északkeletre, a Doamnei-völgy fejénél.